# Switch Girl!!
Switch Girl!! (jap. スイッチガール!!, Suitchi Gāru!!) ist eine Mangaserie der japanischen Zeichnerin Natsumi Aida, die von 2006 bis 2014 in Japan erschien.

## Inhalt
Die 17-jährige Schülerin Nika Tamiya ist in der Schule beliebt, attraktiv und immer gut gelaunt. Doch wenn sie zu Hause ist, lässt sie sich gehen, faulenzt, ist grob und trägt eine dicke Brille und liederliche Klamotten. Von dieser zweiten Persönlichkeit weiß nur ihre Sandkastenfreundin Nino.
Eines Tages kommt der ebenfalls 17 Jahre alte Arata Kamiyama neu in Nikas Klasse, er stößt die meisten ab und ist unbeliebt. Er ist in Nikas Haus eingezogen und dort lernt sie ihn als hübschen Jungen kennen, in den sie sich bald verliebt. Arata kommt bald dahinter, dass auch Nika zwei Persönlichkeiten hat.

## Veröffentlichung
Der Manga erschien von August 2006 bis Januar 2014 im Manga-Magazin Margaret des Verlags Shūeisha in Japan. Die Einzelkapitel erschienen in insgesamt 25 Sammelbänden.
Der Verlag Tong Li veröffentlicht die Bände in Taiwan auf Chinesisch. Tokyopop veröffentlichte die Reihe von April 2010 bis Januar 2015 vollständig auf Deutsch.

## Erfolg
Mehrere Bände des Mangas schafften es unter die zehn meistverkauften Bände der jeweiligen Woche. Der zuletzt veröffentlichte elfte Band verkaufte sich in den ersten beiden Wochen über 100.000-mal.